# Кара-Хулегу
Кара-Хулегу (*д/н — 1252) — 2-й володар (хан) Чагатайського улуса у 1242–1246, 1252 роках.

## Життєпис
Походив з роду Чингізидів. Син Матугена та онук Чаґатая. Його батько загинув у битві при Баміана 1221 року проти Джелал-ед-Дін Макбурни. У 1242 році після смерті діда стає ханом Чагатайського улуса. Втім за малим віком фактичним правителем стала удовиця-ханша Ебускун. Кара-Хулагу у владі затвердив великий хан Угедей.
У 1246 році Кара-Хулегу було повалено Гуюк-ханом за союз з Бату-ханом. Замість нього володарем поставлено дядька Кара-Хулегу Есу-Мунке. 1252 року відновлений у владі ханом Мунке, але невдовзі помер, залишивши владу малолітньому сину Мубараку.